# 26639 Murgaš
(26639) Murgaš, denumire internațională (26639) Murgas, este un asteroid din centura principală de asteroizi.

## Descriere
26639 Murgaš este un asteroid din centura principală de asteroizi. A fost descoperit pe 5 mai 2000 la Observatorul din Ondřejov de Peter Kušnirák. Asteroidul prezintă o orbită caracterizată de o semiaxă mare de 2,36 ua, o excentricitate de 0,16 și o înclinație de 4,6° în raport cu ecliptica.